# AS Dragons FC de l'Ouémé
L'AS Dragons FC de l'Ouémé és un club de futbol beninès de la ciutat de Porto-Novo.

## Palmarès
- Lliga beninesa de futbol: [2]
  - 1978, 1979, 1982, 1983, 1986, 1989, 1993, 1994, 1998, 1999, 2002, 2003
- Copa beninesa de futbol: [3]
  - 1984, 1985, 1986, 1990, 2006, 2011
- Copa Independència de Benin: 
  - 2000

L'any 1987, els Dragons de l'Ouémé va formar un gran equip amb jugadors com Abédi Pelé, Peter Rufai, Gangbo Bashirou, Kingston Ashabi i aconseguí arribar a les semifinals de la Recopa africana de futbol, perdent a semifinals amb el Gor Mahia kenyà.

## Futbolistes destacats
- do-Rego Saadou
- Rachad Chitou
- Williams Ajuwa
- Jonas Okétola
- Abédi Pelé
- Wassiou Oladipupo
- Peter Rufai
- Moussa Latoundji
- Moudachirou Amadou